# Neera Tanden
Neera Tanden, née le 10 septembre 1970 à Bedford dans le Massachusetts (États-Unis), est une consultante et femme politique américaine. 
De 2011 à 2021, elle est présidente du Center for American Progress, où elle a occupé différents postes depuis 2003.

## Biographie
Neera Tanden a participé à plusieurs campagnes présidentielles démocrates, dont celles de Michael Dukakis en 1988, de Bill Clinton en 1992 et de Barack Obama en 2008. Elle a conseillé Hillary Clinton lors de sa campagne pour les primaires démocrates de 2008, qui se sont soldées par un échec, puis durant celle des primaires de 2016 et de l'élection présidentielle américaine perdue contre Donald Trump la même année,.
Neera Tanden a participé à la rédaction de la loi sur les soins abordables promulguée par le président Barack Obama en 2010.
Le 30 novembre 2020, le président élu Joe Biden annonce qu'il souhaite la nommer au poste de directrice du Bureau de la gestion et du budget, sous réserve de l'approbation du Sénat,. Finalement, à la suite du refus de plusieurs sénateurs républicains et du sénateur démocrate Joe Manchin de voter pour elle, elle retire sa candidature le 2 mars 2021.
En mai 2021, elle devient haute conseillère du président des États-Unis.